# Bílé jezero
Bílé jezero (rusky Белое озеро), leží na západě Vologdské oblasti v severozápadním Rusku. Od r. 1964 je součástí Šeksninské přehrady, která je zase částí Volžsko-baltské vodní cesty. Jezero má kruhový tvar. Má rozlohu 1290 km², délku 46 km a největší šířku 33 km. Průměrnou hloubku má 5-6 m, maximální hloubku 20 m. Leží v nadmořské výšce 113 m.

## Vodní režim
Okolo jihozápadní části jezera vede Bělojezerský kanál (Белозерский канал) dlouhý 67 km. Největší přítoky jsou řeky Kovža, Kema a Megra. Z jezera vytéká řeka Šeksna.